# Frank Lisle
Frank Lisle (1916-1986) fou un pintor britànic professor d'art, mestre, entre d'altres, de David Hockney quan era responsable d'art a la Universitat d'Art de Bradford. També és conegut per haver pintat un retrat d'un altre dels seus alumnes, Donald Rooum. Es conserva obra seva al departament de Col·leccions de The Hepworth Wakefield, a l'Ajuntament de Leeds.